# Colonna (militare)

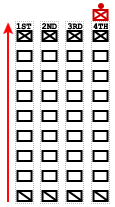
Formazione a colonna

Una colonna è una formazione di soldati che marciano in una o più file, in cui il complesso è molto più lungo che largo. La formazione a colonna permetteva il rapido movimento dell'unità, e che poteva facilmente essere trasformata in un quadrato per resistere ad attacchi di cavalleria. A causa della sua natura, però, solo pochi moschetti erano in grado di sparare.
La formazione precedente, la linea, offriva un maggiore fronte di moschetti, permettendo una maggiore potenza di fuoco, ma richiedeva un addestramento intensivo per insegnare ai componenti a muoversi all'unisono. 
Nei moderni eserciti, questa formazione viene utilizzata per veicoli, truppe e flotte.

## Guerre napoleoniche
Nelle prime fasi delle guerre rivoluzionarie francesi, i battaglioni dell'esercito francese utilizzava spesso la formazione a colonna nel tentativo di entrare nelle linee nemiche sfruttando il semplice numero delle unità. Contro avversari già indeboliti dal fuoco di schermagliatori e artiglieria, si rivelava spesso una tattica vincente. In seguito, durante le guerre napoleoniche, le unità francesi sfruttarono spesso la formazione a colonna, schierandosi in linea quando si trovavano vicino alle linee nemiche. In ogni caso, quando affrontavano i britannici spesso non riuscivano a schierarsi in linea prima di essere attaccati. Durante la guerra d'indipendenza spagnola, dopo la battaglia di Sabugal (3 aprile 1811), il duca di Wellington scrisse, "le nostre perdite sono molto minori di quanto fosse prevedibile, meno di 200 uomini... in realtà questi attacchi in colonna contro le nostre linee sono disprezzabili".  Questi fallimenti furono ancora evidenti nella battaglia di Waterloo del 1815, portando Wellington a commentare così:
(Edward Douglas-Scott-Montagu)
, terzo barone Montagu di Beaulieu, parlando alla Camera dei lord
Lo storico militare James R. Arnold sostiene che tutti gli eserciti di quel periodo utilizzarono formazioni a colonna sul campo di battaglia. Allo storico militare Sir Charles Oman si deve la teoria secondo la quale i francesi attaccarono sempre in colonna, e solo ora questo presunto errore, propagato da altri autori britannici e statunitensi, viene ripudiato.

## Colonne di compagnie
Durante la guerra d'indipendenza spagnola, i fucilieri britannici della divisione leggera di Craufurd marciarono per attaccare il nemico ma, dubbiosi sulla presenza o meno della cavalleria nemica, adottarono una formazione nota come "colonna di compagnie". Ogni compagnia si sarebbe divisa in due ranghi di circa trenta file, marciando davanti alla compagnia. Se fossero stati attaccati dalla cavalleria si sarebbero velocemente raggruppati trasformandosi in uno schiltron di baionette adatto alla difesa contro la cavalleria.

## Guerra di Corea
La formazione a colonna fu usata spesso dalla fanteria cinese nel corso della guerra di Corea. In fase di attacco, i cinesi formavano unità d'assalto disponendosi in colonne di plotoni e squadre, colpendo i punti deboli delle difese nemiche. La logica di questa tattica era che ripetuti attacchi condotti da squadre o plotoni avrebbero indebolito le difese avversarie, riuscendo a penetrare le linee nemiche grazie al logoramento. Questo utilizzo della formazione a colonna fece nascere anche il termine attacco ad ondate di uomini.